# Lac Bylot
Der Lac Bylot ist ein 59 km² großer See in der Verwaltungsregion Nord-du-Québec in der kanadischen Provinz Québec.

## Lage
Der Lac Bylot befindet sich im Nordwesten der Ungava-Halbinsel, 100 km nordöstlich der Siedlung Puvirnituq. Er befindet sich in einer Tundralandschaft im Bereich des Kanadischen Schildes auf einer Höhe von 150 m. Der Rivière Irsuaq, ein rechter Nebenfluss des Rivière de Puvirnituq, fließt vom nördlich gelegenen See Lac Juet zum Lac Bylot. An dessen Südostufer verlässt er diesen wieder und setzt seinen Lauf nach Süden fort. Der Lac Bylot hat eine Länge von 14 km und eine Breite von 11 km. Der See ist mit zahlreichen Inseln durchsetzt.

## Namensgebung
Das Gewässer wurde nach Robert Bylot, einem Schiffsoffizier, der Henry Hudson 1610 auf dessen vierten und letzten Fahrt zur Hudson Bay begleitete, benannt.